# Людовик Лотарингский (1704—1711)
Людовик Лотарингский (фр. Louis de Lorraine; 28 января 1704, Люневиль, Лотарингия — 10 мая 1711, Люневиль, Лотарингия) — наследный принц Лотарингского дома. Старший брат герцога Лотарингии и императора Священной Римской империи Франца I Стефана. Дядя двух австрийских императоров Иосифа II, Леопольда II, королевы обеих Сицилий Марии Каролины и французской королевы Марии-Антуанетты.

## Биография
Людовик Лотарингский родился 28 января 1704 года в Люневиле в семье герцога Лотарингии Леопольда I (1679—1729) и его жены Елизаветы-Шарлотты Бурбон-Орлеанской (1676—1744), будучи пятым ребёнком и вторым сыном в семье. Его мать происходила из дома Бурбонов.
У него были старшие брат и сестры: Леопольд, герцог Барский (1699—1700), который должен был быть наследным принцем в Лотарингии, но умер от оспы. В семье также была сестра Елизавета Шарлотта Лотарингская (1700—1711), которая также умерла от оспы, как и его старший брат Леопольд. К его рождения в живых осталось только двое старших сестёр, которые также рано умерли, не достигнув годовалого возраста.
Позже у него на свет появились ещё братья и сёстры: Леопольд Клеменс Карл (1707—1723), который стал наследным принцем в 1711 году после смерти принца Людовика, но умер от оспы в возрасте 16 лет, не достигнув совершеннолетия, Франсуа Этьен, впоследствии Франц I Стефан (1708—1765), который впоследствии стал императором Священной Римской империи и стал основателем Габсбург-Лотарингского дома, Елизавета Терезия (1711—1741), которая была замужем за королём Сардинии и Пьемонта Карлом Эммануилом III и Карл Александр (1712—1780), который был участником в войне за польское наследство и Семилетней войне.
Эпидемия оспы распространилась по Европе весной 1711 года. В апреле 1711 года умерли Людовик Великий Дофин, который был дедом французского короля Людовика XV и император Иосиф I. В мае того же года умерла его сестра Елизавета Шарлотта от оспы в возрасте 10 лет. Через шесть дней после своей старшей сестры Елизавета Шарлотты принц Людовик умер 10 мая 1711 года в возрасте 7 лет от оспы, на следующий день также от оспы умерла его вторая сестра Мария Габриэла Шарлотта в возрасте 8 лет. Он был похоронен вместе со своими сёстрами в герцогском склепе в церкви Сен-Франсуа-де-Кордельер.
После смерти принца Людовика новым наследным принцем стал его младший брат Леопольд Клеменс Карл, но также умер от оспы в возрасте 16 лет в 1723 году.